# Expositio super Cantica Canticorum
Expositio super Cantica Canticorum è un manoscritto che contiene la trascrizione di due omelie di Papa Gregorio I di commento al Cantico dei Cantici, che si arrestano al versetto 1,8.
Ciò che dell’opera si è tramandato potrebbe essere soltanto la prima parte di un lavoro esegetico molto più ampio (andato oggi perduto) riguardante l’intero Cantico, oppure potrebbe trattarsi di tutto ciò che Gregorio ha effettivamente scritto sull’argomento: l’editore Verbraken sostiene che sia più probabile la prima ipotesi, in base a due testimonianze che sembrerebbero dimostrare l’esistenza di un commento integrale all’opera.
In alcuni dei testimoni più antichi dell’opera dopo il titolo si trova la dicitura “libri duo” e la tradizione del testo è divisa, nella grande maggioranza dei manoscritti, in due “homeliae”, delle quali la seconda comincia con il versetto 1,3.

## Contenuto dell'opera
I primi 11 paragrafi costituiscono una sorta di introduzione che raccoglie i temi consueti sul Cantico fissati e trattati a partire da Origene.
Si trova dapprima un monito rivolto al lettore, che leggendo l’opera potrebbe essere traviato e influenzato dal linguaggio appartenente al campo dell’amore carnale: per questo egli deve essere consapevole del fatto che questo tipo di linguaggio viene utilizzato soltanto con una funzione simbolica, perché l’uomo, per mezzo delle immagini sensibili, possa comprendere le verità divine pur trovandosi nella condizione di imperfezione dovuta al peccato originale.
Segue la spiegazione del titolo, il quale, esprimendo l’idea di superlativo, rispecchia la grandezza delle nozze narrate nell’opera: esse infatti rappresentano l’unione con Dio.
Successivamente si descrivono i tre libri di Salomone: i Proverbi, l'Ecclesiaste e il Cantico.
Infine vengono presentati i personaggi: lo sposo rappresenta il Signore, la sposa la Chiesa; essi sono accompagnati rispettivamente dagli angeli o i perfetti della Chiesa e da alcune giovani, le quali simboleggiano le anime che intraprendono il percorso spirituale.
Ogni immagine del Cantico viene considerata alla luce di una duplice lettura, allegorica e morale.

## Stile
Come in altri scritti esegetici gregoriani, il testo è ricco di citazioni e rimandi ad altri scritti, per creare un sistema di riferimenti che, evocando immagini e figure presenti altrove, possano approfondire il significato di ogni lemma.
Lo stile è fluido e lineare, ma allo stesso tempo è anche disseminato di artifici retorici: antitesi, parallelismi, metafore, omoteleuti, prosa ritmica.

## Rapporto con le fonti
Analizzando la forma del testo, è emersa non tanto una ripresa letterale delle fonti utilizzate da Gregorio, quanto un’ampia e radicata conoscenza di tematiche diffuse sia nella tradizione latina, sia in quella greca. C’è però un autore la cui presenza all’interno del testo gregoriano è indiscutibile e ben evidente: Origene, come dimostra anche la costante presenza nell’opera della doppia lettura allegorica e morale, che è tipicamente origeniana.

## Tradizione manoscritta
Sono stati individuati oltre 160 testimoni dell’opera, distribuiti in tutta Europa. L’editore si basò su 22 manoscritti, databili tra IX e XIII secolo, provenienti dall’area francese, germanica e italiana. Lo stemma codicum da lui ricostruito tuttavia non risulta del tutto convincente.

## Fortuna dell'opera
La fortuna del commento gregoriano fu piuttosto duratura, come dimostra il folto gruppo di successivi esegeti del Cantico che se ne servirono per la stesura della loro opera, tra i quali vi sono Angelomo di Luxeuil, Aimone di Auxerre, i successivi compilatori della Glossa Ordinaria, Tommaso Cisterciense, lo pseudo Riccardo di San Vittore, che ne trascrisse una parte e Dionigi Certosino.
Inoltre, sotto il nome di Gregorio Magno circolò per lungo tempo un commento al Cantico scritto da Roberto di Tombalena, a quanto pare per garantire la sopravvivenza dell’opera sotto una paternità illustre dopo la caduta in disgrazia dell’autore. Questa confusione sulla vera paternità dell’opera si è riflessa naturalmente anche nella tradizione manoscritta del commento, e ciò ha comportato l’esistenza, oltre a manoscritti che riportavano correttamente l’uno o l’altro testo, anche di forme ibride dell’opera: si trovano infatti casi in cui il commento di Roberto viene sostituito, nella sua prima parte, da quello di Gregorio, come se fossero un testo unitario. La paternità dei due commenti è stata risolta definitivamente e restituita ai rispettivi autori da Bernard Capelle nel 1929.

### Edizioni
- G. LE GRAND, Commentaire sur le Cantique des Cantiques, traduzione e commento a cura di R. Bélanger, Parigi 1984 (SC 314), basato sull’edizione di Verbraken

- P. MEYVAERT, A new Edition of Gregory the Great’s Commentaries on the Canticle of Canticles and I Kings, in Benedict, Gregory, Bede and others, Londra 1977

- P. VERBRAKEN, S. Gregorii Magni Expositiones in Canticum canticorum – In librum primum Regum, Turnhout, Brepols 1963 (CCSL 144), pp. 1-46

### Studi
- R. BÉLANGER, Anthropologie et Parole de Dieu dans le commentaire de Grégoire le Grand sur le Cantique des Cantiques, in Grégoire le Grand. Actes du colloque international du CNRS tenu à Chantilly, Centre cultural Les Fontaines, du 15 au 19 septembre 1982, a cura di J. Fontaine – R. Gillet – S. Pellistrandi, Paris 1986 (Colloques internationaux du CNRS), pp. 245-254
- B. CAPELLE, Les homilies de saint Grégoire sur le Cantique, in Revue Bénédictine, 41 (1929), pp. 204-217
- R. GUGLIELMETTI, Expositio in Canticum canticorum, in Enciclopedia gregoriana, a cura di G. Cremascoli, A. Degl’Innocenti, Firenze, SISMEL- Edizioni del Galluzzo 2008, pp. 141-144
- R. MANSELLI, Gregorio Magno e la Bibbia in La Bibbia nell'Alto Medioevo, Spoleto 1963, pp. 67-101
- V. RECCHIA, L’esegesi di Gregorio Magno al Cantico dei Cantici, Torino 1967 (Collezione studi superiori)
- P. VERBRAKEN, La tradition manuscrite du commentaire de saint Grégoire sur le Cantique des cantiques, in Revue Bénédictine, 73 (1963), pp. 277-288
- P. VERBRAKEN, Un nouveau manuscript du Commentaire de saint Grégoire sur le Cantique des Cantiques, in Revue Bénédictine, 75 (1965), pp. 143-144